# Resovia (koszykówka)
KKS Resovia Rzeszów – polski klub koszykarski z siedzibą w Rzeszowie. Zespół zyskał przydomek Bieszczadzkie Wilki.

## Zarząd KKS Resovia Rzeszów
- Prezes sekcji koszykówki: Bogdan Pawłowski
- Wiceprezes: Andrzej Jeż
- Sekretarz: Bogdan Kasperek

## Hala
- Hala ROSiR – hala sportowa zlokalizowana jest przy ul. Pułaskiego 13. Hala przystosowana jest do rozgrywek w piłkę siatkową i koszykówkę z zapleczem szatniowym, gabinetem odnowy biologicznej, małą salą treningową, oraz trybuną na 750 miejsc. Omawiane pomieszczenia połączone są z budynkiem basenu krytego przewiązką, w której znajdują swe siedziby okręgowe związki sportowe.

## Sukcesy
- Złoty medal mistrzostw Polski: 1975
- Srebrny medal mistrzostw Polski: 1973, 1974, 1979
- Brązowy medal mistrzostw Polski: 1976, 1977
- Puchar Polski: 1974